# Királyok völgye 43

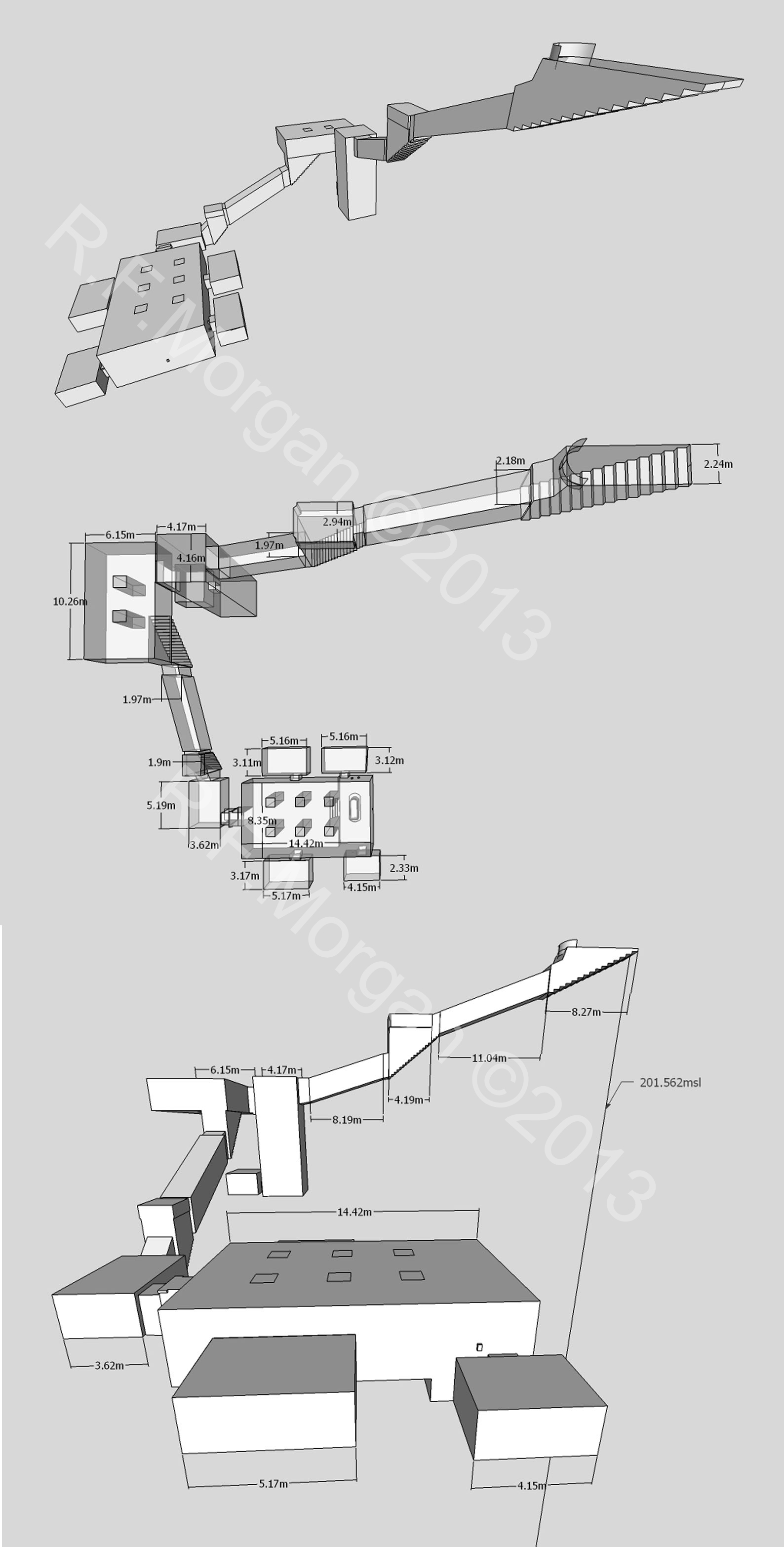
A sír izometrikus képe, alaprajza és oldalnézeti metszete egy 3D-modell alapján

A Királyok völgye 43 (KV43) egy egyiptomi sír a Királyok völgye keleti völgyében, a délkeleti vádi déli ágában. A XVIII. dinasztiabeli IV. Thotmesz sírja. A sírt a Theodore M. Davis megbízásából ásató Howard Carter fedezte fel 1903-ban.

## Leírása
A sír hossza 105.73 m, teljes területe 407.7 m². Alaprajza a XVIII. dinasztia idejében megszokott, hajlított tengelyű; nagyban hasonlít Thotmesz apja, II. Amenhotep sírjához, a Királyok völgye 35-höz. Az észak-déli irányú bejárati lépcsőt folyosó, majd újabb lépcső és újabb folyosó követi, ezután következik a mély aknával ellátott kamra. A kamrán túl a sír tengelye derékszögben elkanyarodik bal felé (keletre), és egy kétoszlopos csarnokban folytatódik. Részben alatta van egy, az akna aljából nyíló mellékkamra. Az oszlopos csarnokból a sír kelet-nyugati irányban folytatódik egy lépcsőben, egy folyosóban, majd újabb lépcsőben és egy kamrában. Ezután ismét elfordul derékszögben balra (északra), itt következik a sírkamra. A sírkamrában hat oszlop található, jobbra és balra 2-2 mellékkamra nyílik. Az oszlopok mögött helyezték el az uralkodó szarkofágját. A szarkofág jelenleg is a sírban van.
Mivel bejárata magasabban, a sziklák közt fekszik, az áradások, amelyek több más sírban kárt tettek, nem érték el, és díszítése jó állapotban fennmaradt.
A sírba a fáraó mellett eltemették legidősebb fiát, a fiatalon elhunyt Amenemhat herceget, valamint az apjával egyidőben elhunyt Tentamon hercegnőt.
A közvetlenül a sírkamrát megelőző kamrában hieratikus felirat tanúskodik arról, hogy Horemheb uralkodásának 8. évében a sírt megvizsgálták és helyreállították. A XXI. dinasztia idején, amikor több királyi múmiát közös sírba hordtak a sírrablók elleni védekezésül, Thotmesz múmiáját eltávolították a sírból és a KV35-ben helyezték el, majd a sírt kövekkel elfalazták. Ezután az áradások odahordta törmelék eltakarta, és feledésbe merült.
A sírkamra előtti kamra dekorált falai elé állagmegőrzési okból üveglapok kerültek. A 20. század vége felé lopási kísérlet történt a sírban, az egyik Hathor-fejet próbálták eltávolítani.

## Galéria

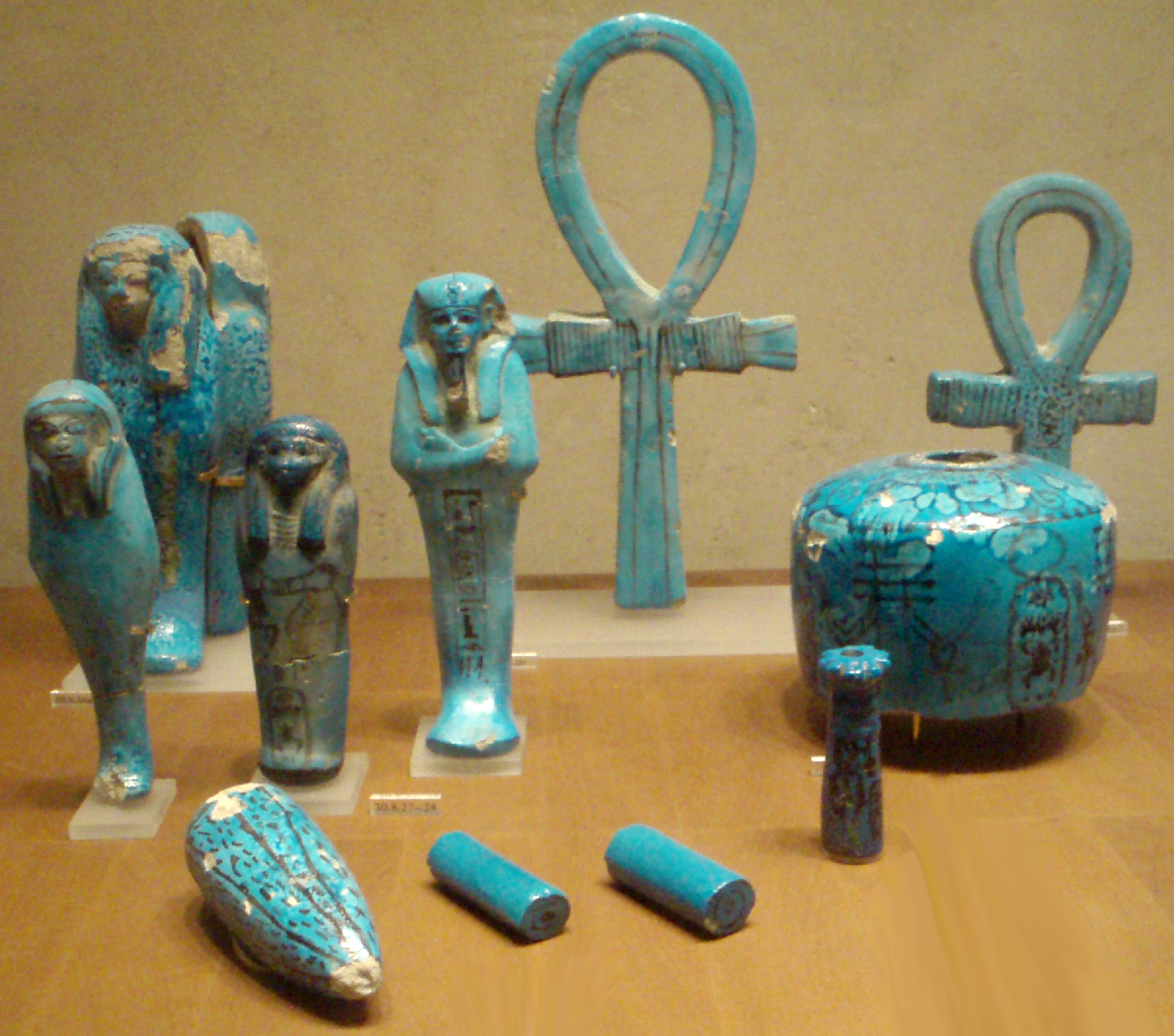
Leletek a sírból: usébtik, szarkofágmodell és ankhok fajanszból
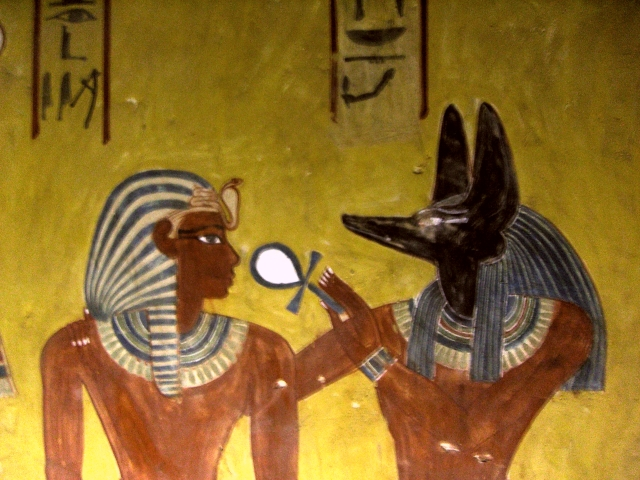
Thotmesz és Anubisz
Nebethet
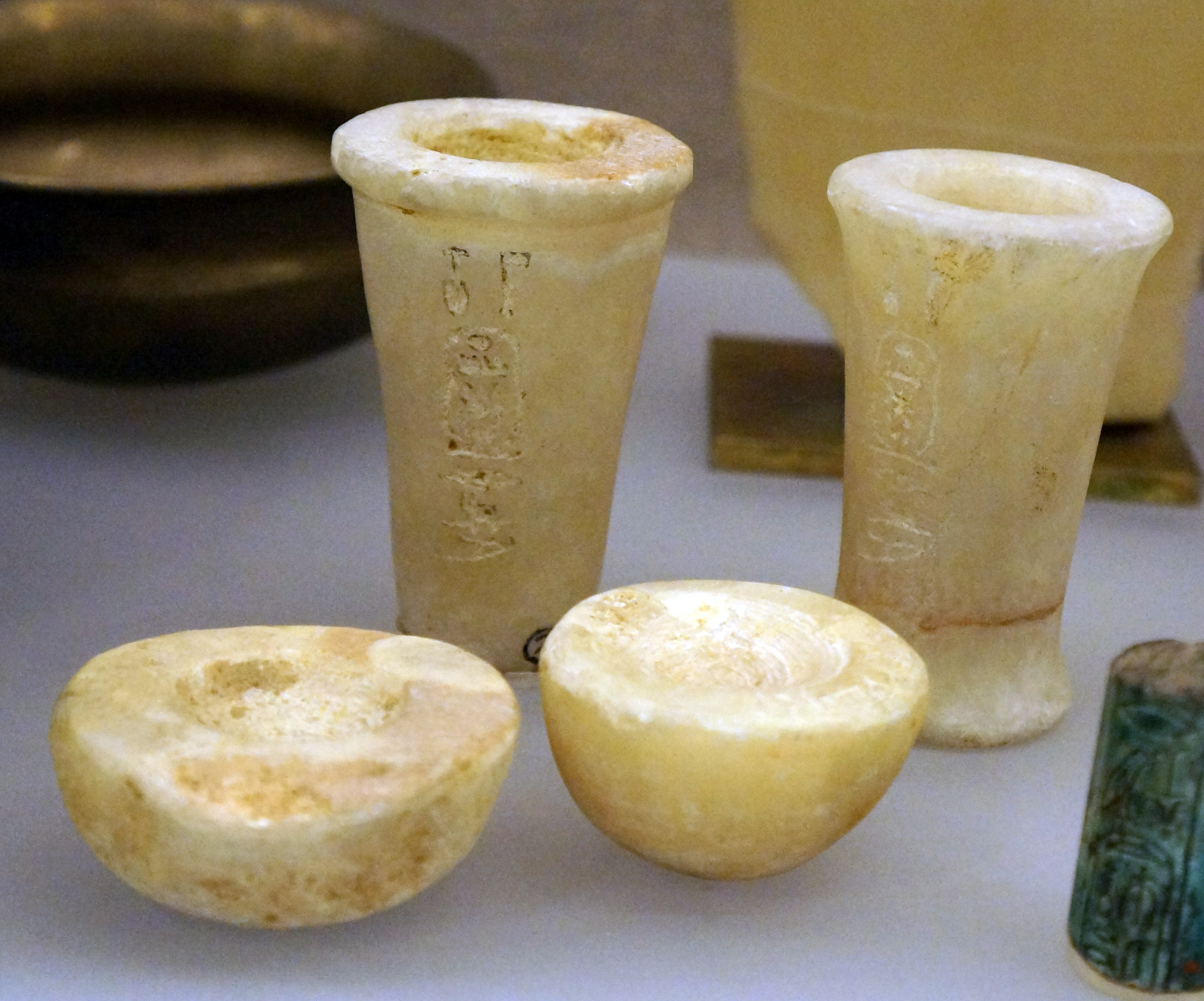
Alabástromedények

## Külső hivatkozások
- Theban Mapping Project: KV46